# Tom Donnenwirth
Tom Donnenwirth, né le 19 janvier 1998 à Aurillac, est un coureur cycliste français.

## Biographie
Tom Donnenwirth est né à Aurillac, mais a des origines alsaciennes. Dans sa jeunesse, il pratique le football, l'escalade, puis du tennis. Au lycée, il commence le triathlon. Il poursuit ses études de Staps sur l'île de La Réunion durant deux ans, où il se spécialise dans le Xterra Triathlon et participe notamment aux Mondiaux juniors à Hawaï.
En 2020, il rentre en métropole et prend une licence de cyclisme à Pau. Deux ans plus tard, il se concentre pleinement dans le cyclisme. Il remporte le  Tour du Gévaudan Occitanie et termine deuxième du Tour de la Guadeloupe.
Lors de la saison 2023, il rejoint le SCO Dijon, un club amateur français. Lors de cette saison, il obtient de nombreux résultats probants : lauréat de quatre étapes et du général du Tour Cycliste Antenne Réunion, deuxième d'une étape du Tour du Pays de Montbéliard, troisième du Tour de la Mirabelle et quatrième du championnat de France sur route amateurs.
En 2024, il s'engage avec l'équipe Decathlon AG2R La Mondiale Development au niveau continental. Il participe également à plusieurs courses avec l'équipe World Tour Decathlon AG2R La Mondiale. Troisième de l'Alpes Isère Tour, il se fait ensuite remarquer sur le Tour de l'Ain en terminant deuxième de la dernière étape et quatrième du général. Après deux podiums sur des étapes du Tour Alsace, il termine troisième du Tour de Grande-Bretagne, une course inscrite au calendrier des UCI ProSeries.
Ses bons résultats lui permettent de signer, à 26 ans, un contrat avec l'équipe World Tour française Groupama-FDJ à la fin de la saison 2024.

## Palmarès
- 2019
  - Volta als Ports d'Andorra
- 2022
  - Tour du Gévaudan Occitanie
  - Ronde de Queyran
  - Grand Prix Jack Auto :
    - Classement général
    - 1re étape

  - 2e du Tour de la Guadeloupe
  - 2e du Tour de Marie-Galante
- 2023
  - Laukizko Udala Saria
  - Tour Cycliste Antenne Réunion :
    - Classement général
    - 1re, 5e, 8e et 9e étapes

  - 2e du Tour Agglo Bourg-en-Bresse
  - 3e du Tour de la Mirabelle
  - 3e du Tour du Pays Roannais
  - 3e du Tour du Piémont pyrénéen
- 2024
  - 3e de l'Alpes Isère Tour
  - 3e du Tour de Grande-Bretagne
- 2025
  - 1re étape du Tour de l'Ain

### Classements mondiaux
| Année                                 | 2022  | 2023  | 2024 |
| ------------------------------------- | ----- | ----- | ---- |
| Classement mondial                    | 1244e | 1540e | 401e |
| UCI Europe Tour                       | 866e  | nc    | nc   |
|                                       |       |       |      |
| Légende : nc = non classéSource : UCI |       |       |      |